# Wola Tulnicka
Wola Tulnicka – wieś w Polsce położona w województwie lubelskim, w powiecie parczewskim, w gminie Siemień.
W latach 1975–1998 miejscowość administracyjnie należała do województwa bialskopodlaskiego.
Wieś stanowi sołectwo w gminie Siemień. Według Narodowego Spisu Powszechnego z roku 2011 wieś liczyła 178 mieszkańców.
Wierni Kościoła rzymskokatolickiego należą do parafii Przemienienia Pańskiego w Siemieniu.

## Historia
Tulnicka Wola w wieku XIX opisana została jako wieś w powiecie radzyńskim, gminie Siemień, parafii Parczew, W roku 1886 posiadała 25 domów i 198 mieszkańców z gruntem 439 mórg. Poprzedni spis z roku 1827 wykazał tu 17 domów i 128 mieszkańców.
Wieś wchodziła w skład dóbr Siemień.